# Capacité symplectique
Pour les articles homonymes, voir Capacité.
En géométrie symplectique, les capacités symplectiques sont des classes d'invariants vérifiant des propriétés de monotonicité et de conformité, formalisées à la suite des travaux de Ivar Ekeland, Helmut Hofer et Eduard Zehnder.

## Définition
Une capacité symplectique est la donnée pour toute variété symplectique (M,{\displaystyle \omega }) d'un nombre réel positif ou l'infini, noté C(M,{\displaystyle \omega }), vérifiant des conditions de croissance, d'homogénéité, et de non-trivialité :
- Croissance : S'il existe un plongement symplectique de (M,{\displaystyle \omega }) dans (N,{\displaystyle \omega '}), alors :
{\displaystyle C(M,\omega )\leq C(N,\omega ')}.
- Homogénéité : Pour tout réel r non nul, on a :
{\displaystyle C(M,r.\omega )\leq |r|.C(M,\omega )}.
- Non-trivialité : la capacité symplectique des deux ouverts suivants de R2n est finie et non nulle :
{\displaystyle B=\{x\in \mathbf {R} ^{2n},|x|<1\}}
{\displaystyle Z=B^{2}\times \mathbf {R} ^{2n-2}}.

Il n'y a pas unicité des capacités symplectiques. Il existe différentes approches pour en définir explicitement.

## Application
En 1981, Yakov Eliashberg démontre que le groupe des symplectomorphismes d'une variété symplectique compacte est fermé pour la topologie C0. En 1990, Ekeland et Hofer fournissent une démonstration faisant appel à l'utilisation des capacités symplectiques. Le schéma de la démonstration est le suivant. Une capacité symplectique induit une application réelle sur l'ensemble des parties ouvertes d'une variété symplectique compacte (M,{\displaystyle \omega }), continue pour la distance de Hausdorff. Un homéomorphisme de M préserve cette application ssi il est un difféomorphisme symplectique ou antisymplectique. La continuité implique que le groupe Symp(M,{\displaystyle \omega }) soit fermé pour la topologie de la convergence uniforme. L'équivalence est le cœur de la démonstration.